# HD 63922
P Puppis
Ne doit pas être confondu avec p Puppis (= HD 60863), ni avec ρ (Rho) Puppis.
Désignations
P Puppis (en abrégé P Pup), également désignée HD 63922 ou HR 3055, est une étoile binaire de la constellation australe de la Poupe. Sa magnitude apparente est de 4,11. D'après la mesure de sa parallaxe par le satellite Hipparcos, le système est distant d'environ 510 pc (∼1 660 al) de la Terre. Il se rapproche du système solaire à une vitesse radiale héliocentrique de −24 km/s.

## P Puppis Aa
L'étoile primaire du système, désignée P Puppis Aa, est classé comme une géante bleue de type spectral B0III. Un âge de six millions d'années lui a été calculé, et bien qu'elle présente une classe de luminosité d'étoile géante (III), les modèles d'évolution stellaire indiquent qu'elle est toujours sur la séquence principale. Elle semble avoir épuisé plus de la moitié du contenu originel en hydrogène de son cœur.
Cette grande étoile est environ 18 fois plus massive que le Soleil mais son rayon est seulement 7,7 fois plus grand que le rayon solaire. Sa température de surface est de 31 200 K et elle émet une luminosité qui est environ 50 000 fois supérieure à celle du Soleil. P Puppis Aa tourne sur elle-même à une vitesse de rotation projetée de 49 km/s. Sa métallicité, c'est-à-dire l'abondance des éléments plus lourds que l'hélium, est 45 % supérieure à celle du Soleil.

## P Puppis Ab
L'étoile secondaire du système, désignée P Puppis Ab, est une étoile de magnitude 7,19 distante de 0,34 seconde d'arc de P Puppis Aa.

## P Puppis B
Une troisième étoile, désignée P Puppis B ou CD-46 3462, est recensée dans les catalogues d'étoiles doubles et multiples. En date de 1999, elle était localisée à une distance angulaire de 59,1 secondes d'arc et à un angle de position de 104° de P Puppis A. Il s'agit d'une étoile bleu-blanc de la séquence principale de neuvième magnitude et de type spectral B9V. Ce compagnon est purement optique.